# Jerusalem's Lot

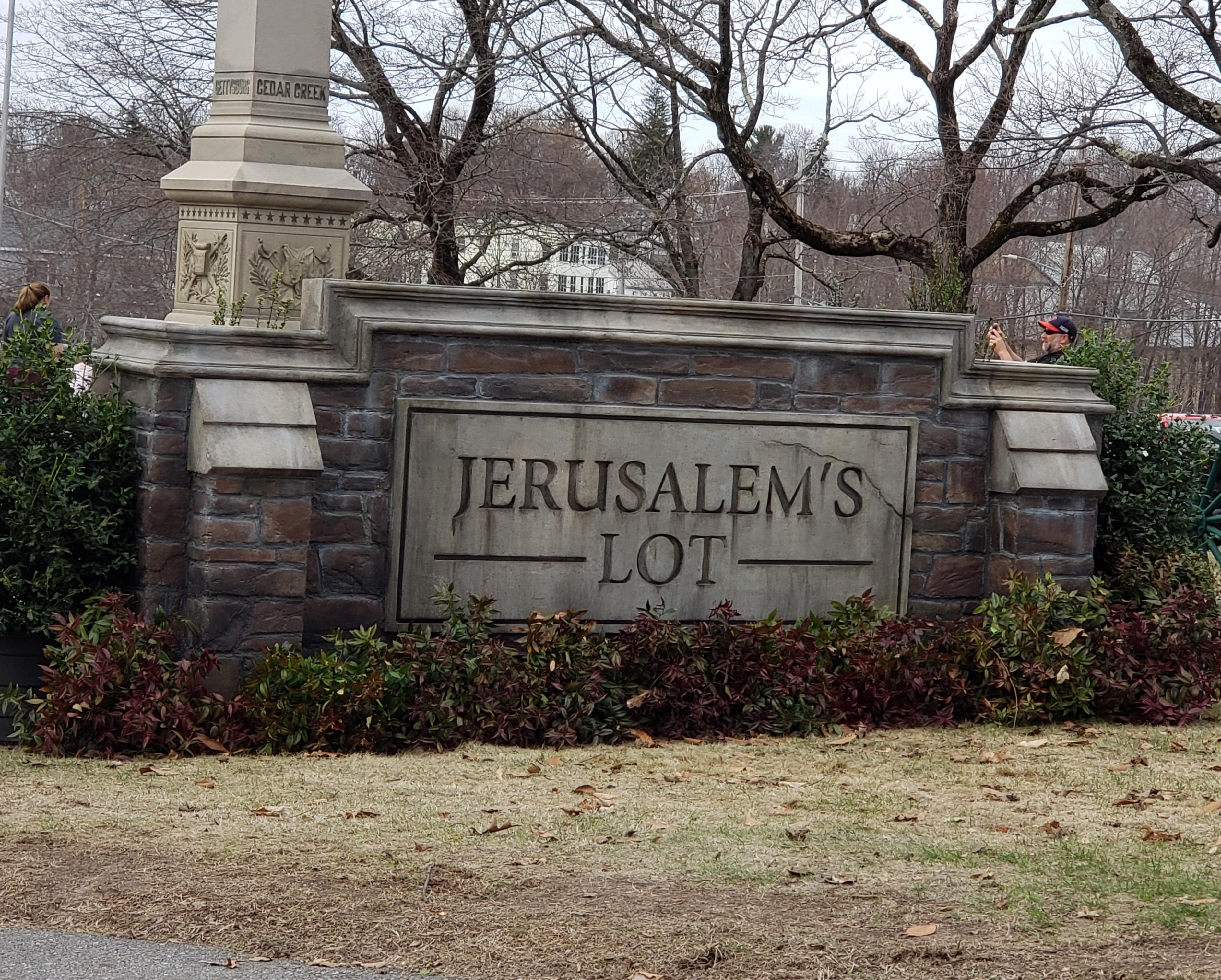
Señal de entrada a Jerusalem's Lot para la segunda temporada de Castle Rock.

Jerusalem's Lot (también conocida como Salem's Lot o the Lot) es una ciudad ficticia de Maine (Estados Unidos) creada por el escritor estadounidense Stephen King.

## Descripción
El sitio es el escenario de diversas obras de Stephen King, como El misterio de Salem's Lot de 1975, la segunda novela del escritor y la que presentó por vez primera el lugar. Sin embargo, previamente, en torno a 1971, King había desarrollado su historia corta Jerusalem's Lot —precuela del libro ambientada en 1850— que no fue lanzada hasta el compilatorio El umbral de la noche de 1978. Otras obras que mencionan a Jerusalem's Lot son Una para el camino —cuento integrado en El umbral de la noche—, El resplandor, La zona muerta, Cementerio de animales y Dolores Claiborne, entre otras. Las historias del escritor estadounidense plantean que Jerusalem's Lot —localizada en algún punto de Maine entre Cumberland y Falmouth—, otrora sitio de adoración demoníaca, sufrió la desaparición de su población en 1789. Posteriormente, cayó en manos de una colonia de vampiros que, sin embargo, la abandonaron en 1975. Nuevamente habitada por seres vivientes, un incendio la destruyó en 1976.

## Análisis
Se le describe como un pueblo alejado del «idílico estereotipo de ciudades pequeñas de Estados Unidos: no es segura o tranquila». Davis (1994) sostiene que: «Empleando la ciudad ficticia de Jerusalem's Lot, King retrata un microcosmos donde la comunidad engulle las nociones de individualidad de las personas». Asimismo, sus habitantes «están más preocupados por el estatus moral de sus vecinos que por el suyo propio». Por su parte, Strengell (2005) asegura que Jerusalem's Lot —«ciudad gótica de vampiros»— «representa la herencia gótica de King». Ese poblado fungió como «prototipo» que King retomó en varias ocasiones a lo largo de su obra cuando el «horror infecta al Estados Unidos rural». King describe varios elementos de la ciudad, entre ellos la Marsten House, «pieza central del horror que infectará la ciudad».
En El misterio de Salem's Lot, King describe cómo un grupo de vampiros infesta la ciudad. No obstante, para Langan (2007) la novela no se limita a la «simple corrupción del lugar. Mientras que la población de 'Salem's Lot morirá o se convertirá en monstruos, la ciudad pequeña no es la comunidad idealizada» que se encuentra en otras obras centradas en la dinámica de ciudades pequeñas enmarcadas en el género del terror, como The Body Snatchers. El autor añade: «En una serie de escenas tempranas dentro de la narrativa, King se desplaza entre los puntos de vista de los residentes y destapa la superficie de sus vidas para revelar lo que se retuerce debajo —la lujuria, la envida, la furia, el resentimiento». Para Lukić (2022), King, con el trasfondo de un monstruo acechando una ciudad —lo que el autor considera se asemeja con la dinámica de los vampiros y Londres de Bram Stoker—, «resalta metódicamente el tejido social visible y el invisible de la pequeña comunidad y, al hacerlo, provee posiblemente el perfil más sucinto y universal de un pueblo encantado».